# (100646) 1997 WR
(100646) 1997 WR es un asteroide perteneciente al cinturón de asteroides descubierto el 19 de noviembre de 1997 por Takao Kobayashi desde el Observatorio de Ōizumi, Ōizumi, Japón.

## Designación y nombre
Designado provisionalmente como 1997 WR.

## Características orbitales
1997 WR está situado a una distancia media del Sol de 2,615 ua, pudiendo alejarse hasta 3,010 ua y acercarse hasta 2,220 ua. Su excentricidad es 0,150 y la inclinación orbital 3,792 grados. Emplea 1544,78 días en completar una órbita alrededor del Sol.

## Características físicas
La magnitud absoluta de 1997 WR es 15,3. 